# Фаља
Фаља или ваља (тур. falya, енгл. touch hole), реч турског порекла, отвор за паљење. Означава рупицу на задњем крају цеви старих топова и пушака спредњача, кроз коју се вршило паљење барута у цеви.

## Историја

### Артиљерија
Фаља је кључни део цеви свог ватреног оружја које се пунило спреда: пошто је цев била затворена на задњем крају, а предњи крај цеви био је запушен пројектилом, рупица на задњем крају цеви била је једини начин да се споља приступи барутном пуњењу у цеви и изврши опаљивање. Код артиљеријског ватреног оружја, од 14. до 19. века фаља се увек налазила на горњој страни цеви: опаљивање се вршило тако, што би се мало ситног барута насуло у фаљу као припала, која се затим палила ватром (бакљом, фитиљем или усијаним гвожђем).

### Пушке спредњаче
Исти принцип коришћен је и код најранијег ручног ватреног оружја, ручних топова и кулеврина. Почетком 15. века (или већ 1396. код Османлија) ручни топови добили су дрвени кундак који се могао држати обема рукама и ослонити на раме, чиме су настале прве аркебузе. До средине 15. века фаља је премештена на десну страну цеви и уз њу је на цев причвршћен чанак за припалу са поклопцем, што је у многоме олакшало опаљивање. Око 1450-1470. измишљен је табан на фитиљ, чиме су настале прве пушке фитиљаче, које су најпре називане аркебузама, а затим, са повећањем њихове тежине и калибра, мускетама. Исти принцип конструкције цеви са фаљом на задњем крају са десне стране коришћен је код свих пушака спрењача - колашица, кремењача и капислара.